# Шерансе (Сарт)
Шерансе (фр. Chérancé) је насељено место у Француској у региону Лоара, у департману Сарт.
По подацима из 2011. године у општини је живело 383 становника, а густина насељености је износила 36,9 становника/km².

## Демографија
| 1962. | 1968. | 1975. | 1982. | 1990. | 2011. |
| ----- | ----- | ----- | ----- | ----- | ----- |
| 436   | 408   | 423   | 362   | 361   | 383   |